# امیر سرکندی
امیر سرکندی (متولد 1360 ، تهران) فعال در حوزه نوآوری، دبیر هیات مدیره کارخانه نوآوری ایران ، عضو شورای توسعه کارخانه نوآوری معاونت علمی و فناوری ریاست جمهوری ایران و مدیر کارخانه نوآوری و صنایع خلاق البرز،  است.  تاکنون بیش از 600 سامانه، پلتفرم و اپلیکیشن موبایل در شرکت های دانش بنیان زیر نظر وی تولید و منتشر شده است.  در حال حاضر توسعه و هم افزایی شبکه کارخانه های نوآوری ایران (NIC) به عنوان اصلی ترین زیرساخت نوآوری بخش خصوصی، یکی از بارزترین تلاش های امیر سرکندی است. 